# Операција Картиер
„Операција Картиер” је југословенски и словеначки хумористичко-драмски филм из 1991. године. Режирао га је Миран Зупанич а сценарио је написао Миха Мазини.

## Улоге
| Глумац             | Улога          |
| ------------------ | -------------- |
| Борут Веселко      | Егон           |
| Фарук Беголи       | Селим          |
| Харис Бурина       | Ибро           |
| Јудита Зидар       | Карла          |
| Уршка Хлебец       | Ајша           |
| Срећо Шпик         | Песник         |
| Бране Грубер       | Лојзе          |
| Мајда Потокар      | Биљетерка      |
| Радко Полич        | Чувај          |
| Франц Марковчич    | Боксар         |
| Наташа Тиц Ралијан | Млајша циганка |
| Аленка Видрих      | Фрајла         |

Остале улоге  ▼
| Глумац          | Улога            |
| --------------- | ---------------- |
| Алојз Свете     | Полицист         |
| Жан Маролт      | Фацо             |
| Емил Церар      | Пинки            |
| Матјаж Пикало   | Ален             |
| Софија Симић    | Долгонога        |
| Татјана Кошир   | Старејша циганка |
| Соња Плеснар    | Младолетница     |
| Миха Мазини     | Кинооператер     |
| Настасја Кински | Ирена Галиер     |